# فینال لیگ قهرمانان اروپا ۲۰۱۱
فینال لیگ قهرمانان اروپا ۲۰۱۱ یک مسابقه فوتبال بود که در ۲۸ مه ۲۰۱۱، بین تیم‌های بارسلونا و منچستر یونایتد در ورزشگاه ومبلی برگزار شد. این مسابقه، آخرین بازی برگزارشده در پنجاه و ششمین دوره لیگ قهرمانان اروپا می‌باشد.
در این دیدار، تیم‌های منچستریونایتد از انگلستان و بارسلونا از اسپانیا به مصاف هم رفتند. این دو تیم در سال ۲۰۰۹ و در همین مرحله نیز به مصاف هم رفته بودند که در آن بازی، بارسلونا با نتیجه دو بر صفر از سد منچستر یونایتد گذشت و جام قهرمانی را بالای سر برد. این بازی در ساعت ۷:۴۵ دقیقه (به وقت محلی) با سوت ویکتور کازای داور مجارستانی آغاز گردید. ورزشگاه ومبلی جدید، برای نخستین بار پس از افتتاح در سال ۲۰۰۷ میزبان فینال لیگ قهرمانان اروپا بود. ورزشگاه ومبلی قدیم در سال‌های ۱۹۶۳، ۱۹۶۸، ۱۹۷۱، ۱۹۷۸ و ۱۹۹۲ میزبان فینال لیگ قهرمانان اروپا بوده‌است.
دو تیم قبل از این دیدار، هر کدام سه بار برنده این جام شده بودند. منچستر یونایتد در سال‌های ۱۹۶۸، ۱۹۹۹ و ۲۰۰۸ و بارسلونا در سال‌های ۱۹۹۲، ۲۰۰۶ و ۲۰۰۹ در این جام قهرمان شده بودند. در راه رسیدن به فینال، بارسلونا در مرحله حذفی، تیم‌های آرسنال، شاختار دونتسک و رئال مادرید را شکست داده بود و منچستر نیز در این مرحله از سد تیم‌های مارسی، چلسی و شالکه گذشته بود. منچستر یونایتد و بارسلونا قبل از این بازی، قهرمان لیگ کشور خودشان نیز شده بودند، اما هر دوی آن‌ها در جام حذفی کشورشان حذف شده بودند.
بارسلونا، منچستر یونایتد را با گل‌های پدرو، مسی و ویا با نتیجه ۳–۱ شکست داد و برای چهارمین بار قهرمان لیگ قهرمانان اروپا شد. تک گل منچستر یونایتد را وین رونی به ثمر رساند.
با پیروزی در این بازی، بارسلونا به بازی سوپرجام اروپا نیز راه یافت که در آن جا به نتیجه دو بر صفر تیم پورتو را شکست داد و سوپرجام اروپا را نیز به دست آورد.

## پیش زمینه

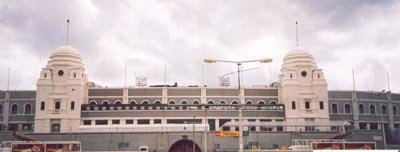
ورزشگاه ومبلی در سال ۲۰۰۳

ورزشگاه ومبلی قدیم تا سال ۲۰۱۱ میزبان ۵ دوره فینال لیگ قهرمانان اروپا شده بود. در سال‌های ۱۹۶۸ و ۱۹۷۸ یکی از تیم‌های حاضر در فینال، انگلیسی بودند: در سال ۱۹۶۸ منچستر یونایتد ۴–۱ توانست بنفیکا را شکست دهد و لیورپول در سال ۱۹۷۸، بروج را ۱–۰ شکست داد. بنفیکا در سال ۱۹۶۳ نیز ۲–۱ به تیم آ.ث. میلان باخت. آژاکس نیز در سال ۱۹۷۱ اولین جام از سه جام متوالی خود در لیگ قهرمانان اروپا را با گذشتن از سد پاناتینایکوس با نتیجه ۲–۰ به دست آورد. در فینال سال ۱۹۹۲، بارسلونا با یک گل سمپدوریا را شکست داد و قهرمان لیگ قهرمانان اروپا شد. این استادیوم در سال ۲۰۰۰ تخریب شد تا ورزشگاه جدید ۹۰،۰۰۰ نفری جایگزین آن شود. ورزشگاه جدید در سال ۲۰۰۷ افتتاح شد.
این بازی تکرار فینال سال ۲۰۰۹ در رم به حساب می‌آمد. هر دو تیم تا قبل از این بازی، هر کدام سه بار در لیگ قهرمانان اروپا به قهرمانی رسیده بودند. منچستر یونایتد در سال‌های ۱۹۶۸، ۱۹۹۹ و ۲۰۰۸ به ترتیب از سد تیم‌های بنفیکا، بایرن مونیخ و چلسی گذشته بود و این جام را کسب کرده بود. بارسا در سال‌های ۱۹۹۲، ۲۰۰۶ و ۲۰۰۹ به ترتیب با شکست تیم‌های سمپدوریا، آرسنال و منچستر یونایتد این جام را به دست آورده بود. بارسلونا برای سومین بار در طول شش سال و منچستر یونایتد برای سومین بار در طول چهار سال در بازی فینال ظاهر می‌شد.

## راه رسیدن به فینال
نتایج مرحله گروهی دو تیم بارسلونا و منچستر یونایتد در مرحله گروهی و حذفی در ذیل آمده‌است.
| تیم          | Pld | W | D | L | GF | GA | GD  | Pts |
| ------------ | --- | - | - | - | -- | -- | --- | --- |
| بارسلونا     | ۶   | ۴ | ۲ | ۰ | ۱۴ | ۳  | +۱۱ | ۱۴  |
| کوپنهاگن     | ۶   | ۳ | ۱ | ۲ | ۷  | ۵  | +۲  | ۱۰  |
| روبین کازان  | ۶   | ۱ | ۳ | ۲ | ۲  | ۴  | −۲  | ۶   |
| پاناتینایکوس | ۶   | ۰ | ۲ | ۴ | ۲  | ۱۳ | −۱۱ | ۲   |

| تیم            | Pld | W | D | L | GF | GA | GD  | Pts |
| -------------- | --- | - | - | - | -- | -- | --- | --- |
| منچستر یونایتد | ۶   | ۴ | ۲ | ۰ | ۷  | ۱  | +۶  | ۱۴  |
| والنسیا        | ۶   | ۳ | ۲ | ۱ | ۱۵ | ۴  | +۱۱ | ۱۱  |
| رنجرز          | ۶   | ۱ | ۳ | ۲ | ۳  | ۶  | −۳  | ۶   |
| بورسااسپور     | ۶   | ۰ | ۱ | ۵ | ۲  | ۱۶ | −۱۴ | ۱   |

## بازی

### جزئیات
| بارسلونا                                         | ۳ – ۱ | منچستر یونایتد |
| ------------------------------------------------ | ----- | -------------- |
| پدرو رودریگز ۲۷' · لیونل مسی ۵۴' · داوید ویا ۶۹' | گزارش | وین رونی ۳۴'   |

| {{{title}}} | {{{title}}} |

| بارسلونا:      |    |                |     |       |
|                |    |                |     |       |
| GK             | ۱  | ویکتور والدز   | '۸۵ |       |
| RB             | ۲  | دنی آلوز       | '۶۰ | '۸۸   |
| CB             | ۱۴ | خاویر ماسچرانو |     |       |
| CB             | ۳  | جرارد پیکه     |     |       |
| LB             | ۲۲ | اریک آبیدال    |     |       |
| DM             | ۱۶ | سرخیو بوسکتس   |     |       |
| CM             | ۶  | ژاوی (ک)       |     |       |
| CM             | ۸  | آندرس اینیستا  |     |       |
| RF             | ۷  | داوید ویا      |     | '۸۶   |
| CF             | ۱۰ | لیونل مسی      |     |       |
| LF             | ۱۷ | پدرو رودریگز   |     | '۹۰+۲ |
| ذخیره‌ها:       |    |                |     |       |
| GK             | ۳۸ | اویر اولازابل  |     |       |
| DF             | ۵  | کارلس پویول    |     | '۸۸   |
| DF             | ۲۱ | آدریانو کریا   |     |       |
| MF             | ۱۵ | سیدو کیتا      |     | '۸۶   |
| MF             | ۲۰ | ابراهیم آفلای  |     | '۹۰+۲ |
| MF             | ۳۰ | تیاگو آلکانترا |     |       |
| FW             | ۹  | بویان کرکیچ    |     |       |
| سرمربی:        |    |                |     |       |
| جوزپ گواردیولا |    |                |     |       |

| منچستر یونایتد: |    |                  |     |     |
|                 |    |                  |     |     |
| GK              | ۱  | ادوین فان در سار |     |     |
| RB              | ۲۰ | فابیو            |     | '۶۹ |
| CB              | ۵  | ریو فردیناند     |     |     |
| CB              | ۱۵ | نمانیا ویدیچ (ک) |     |     |
| LB              | ۳  | پاتریس اورا      |     |     |
| RM              | ۲۵ | آنتونیو والنسیا  | '۷۹ |     |
| CM              | ۱۶ | مایکل کریک       | '۶۱ | '۷۷ |
| CM              | ۱۱ | رایان گیگز       |     |     |
| LM              | ۱۳ | پارک جی سونگ     |     |     |
| SS              | ۱۰ | وین رونی         |     |     |
| CF              | ۱۴ | خاویر هرناندز    |     |     |
| ذخیره‌ها:        |    |                  |     |     |
| GK              | ۲۹ | توماش کوژاک      |     |     |
| DF              | ۱۲ | کریس اسمالینگ    |     |     |
| MF              | ۸  | اندرسون          |     |     |
| MF              | ۱۷ | نانی             |     | '۶۹ |
| MF              | ۱۸ | پل اسکولز        |     | '۷۷ |
| MF              | ۲۴ | درن فلچر         |     |     |
| FW              | ۷  | مایکل اوون       |     |     |
| سرمربی:         |    |                  |     |     |
| الکس فرگوسن     |    |                  |     |     |

| بهترین بازیکن بازی: لیونل مسی (بارسلونا) بهترین بازیکن بازی از دیدگاه هواداران: لیونل مسی (بارسلونا) |